# Musée des beaux-arts de Castellon
Le Musée des beaux-arts de Castellón — d'abord créé en 1845 avec des fonds confisqués aux couvents de la région — est installé depuis 2001 dans un édifice moderne, œuvre des architectes Emilio Tuñón Álvarez et Luis Moreno Mansilla et qui a reçu de nombreux prix.
Le musée comporte six salles d'exposition, une bibliothèque, une salle de conférences, un auditorium et des bureaux.
Au sous-sol, la section d'archéologie et d'ethnologie offre notamment une salle sur l'art rupestre du Levant espagnol et présente des artefacts sur l'évolution du peuplement du territoire depuis la préhistoire.
Le rez-de-chaussée et le premier étage sont consacrés à la céramique traditionnelle valencienne du XVe au XIXe siècle, avec plus de 800 pièces.
Au deuxième étage se trouvent des peintures et des sculptures provenant des couvents de la région ainsi que des dépôts prêtés par le musée du Prado. La collection comporte des œuvres de Martin Torner (Annonciation au berger), du mestre de la Porciuncula (Saint François recevant les stigmates), de Ribera (Saint Jérôme lisant), de Juan de Juanes, du studio de Zurbarán, de Francisco Ribalta, de Gregori Bausà, de David Teniers le Jeune, etc.
Le troisième étage expose des tableaux d'artistes de la région des deux derniers siècles, notamment Gabriel Puig Roda (Expulsio dels Moriscos, 1894), Francisco Pons Arnau (Humanitat, 1927), Josep Benlliure Gil, Vicent Castell Domenech, Enrich Segura Armengot et Amat Belles Roig .

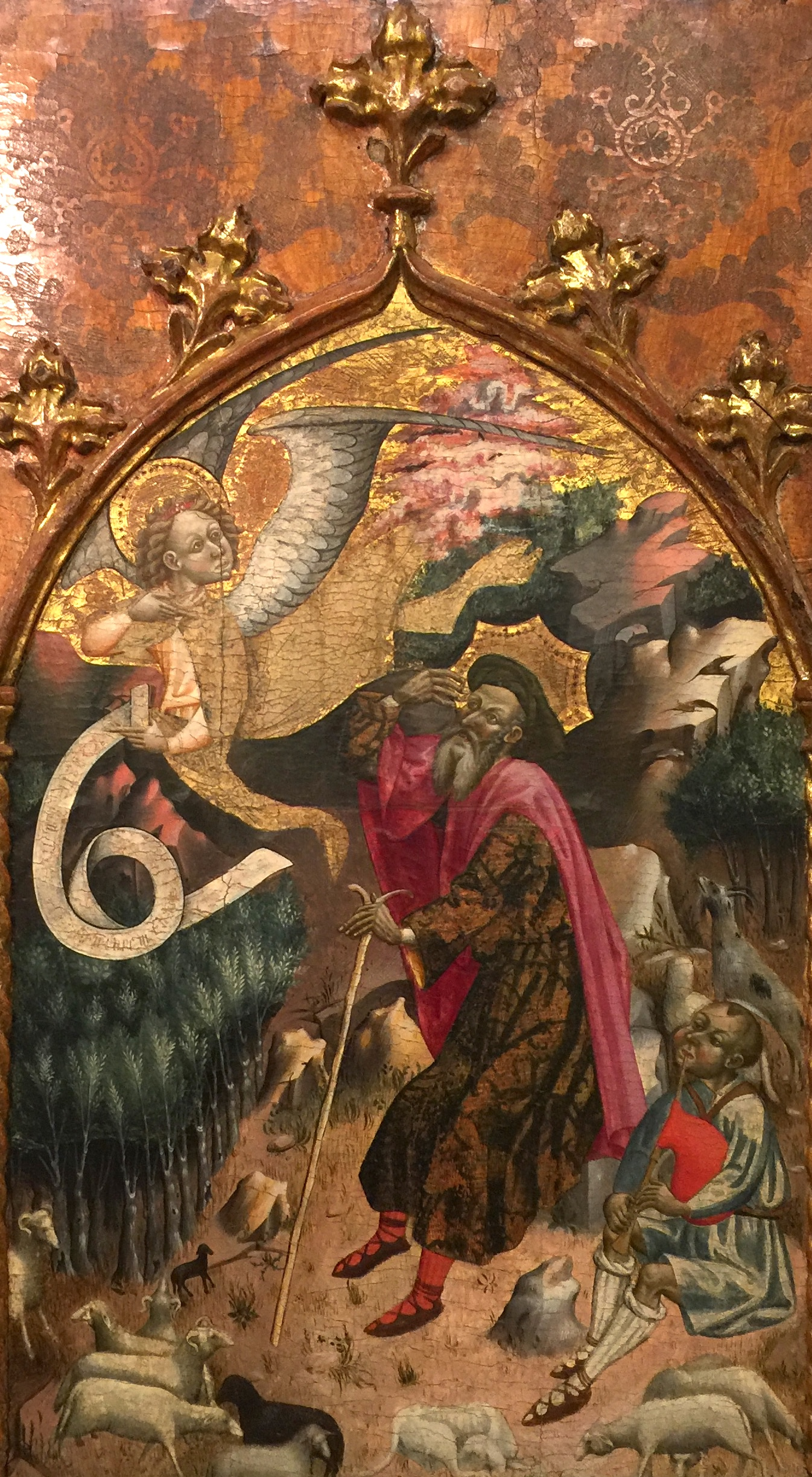
Torner
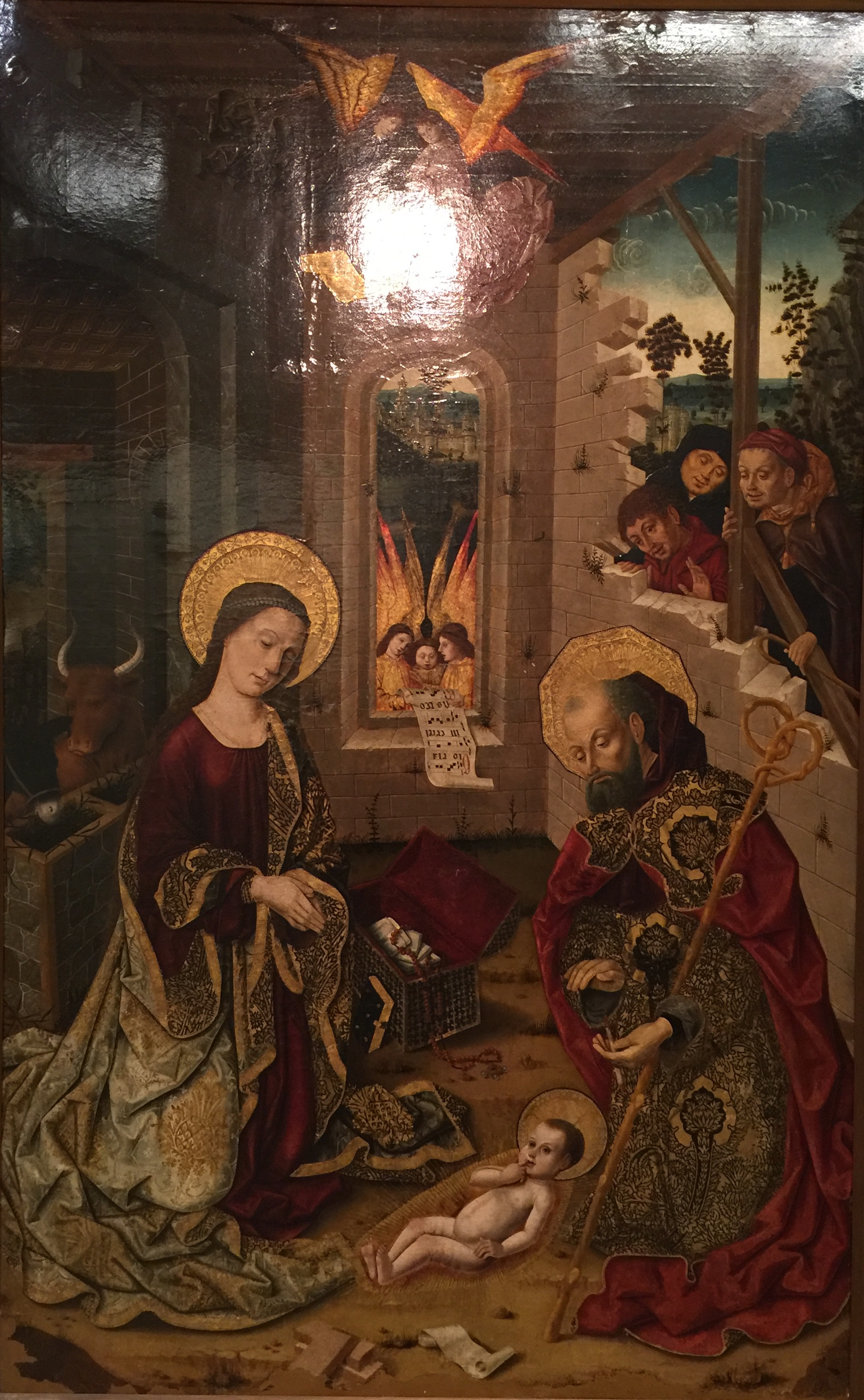
Mestre...
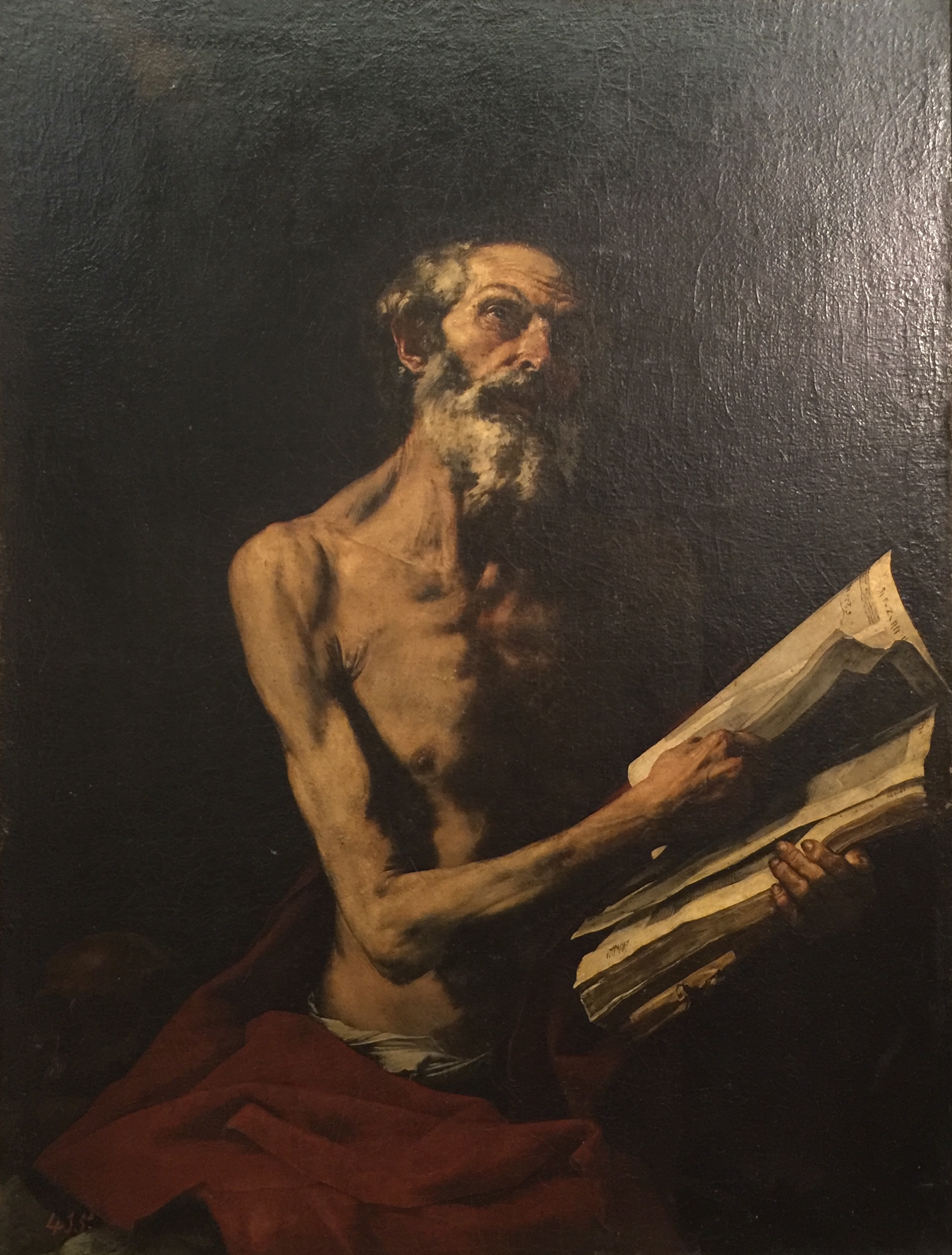
Ribera
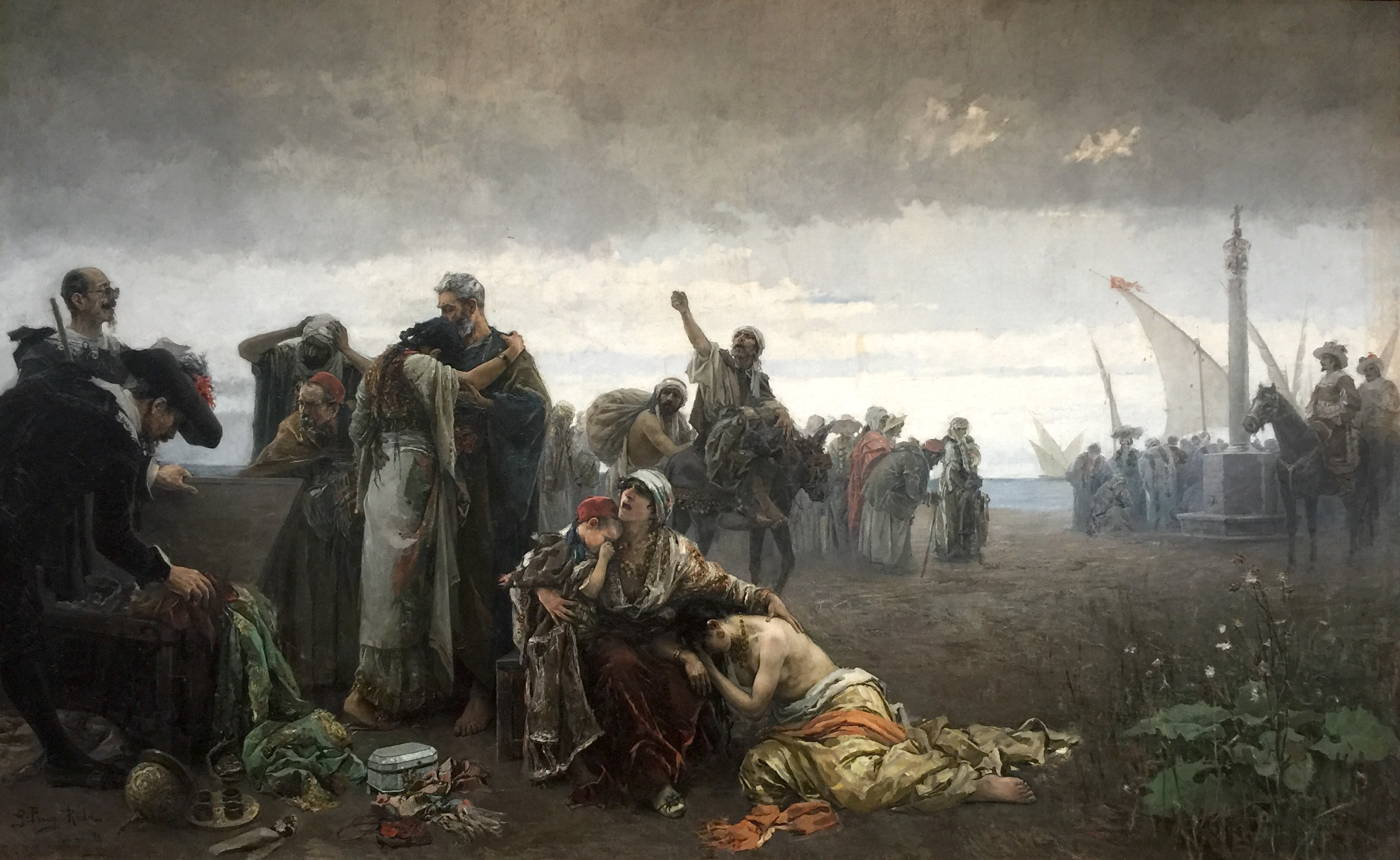
Gabriel Puig Roda
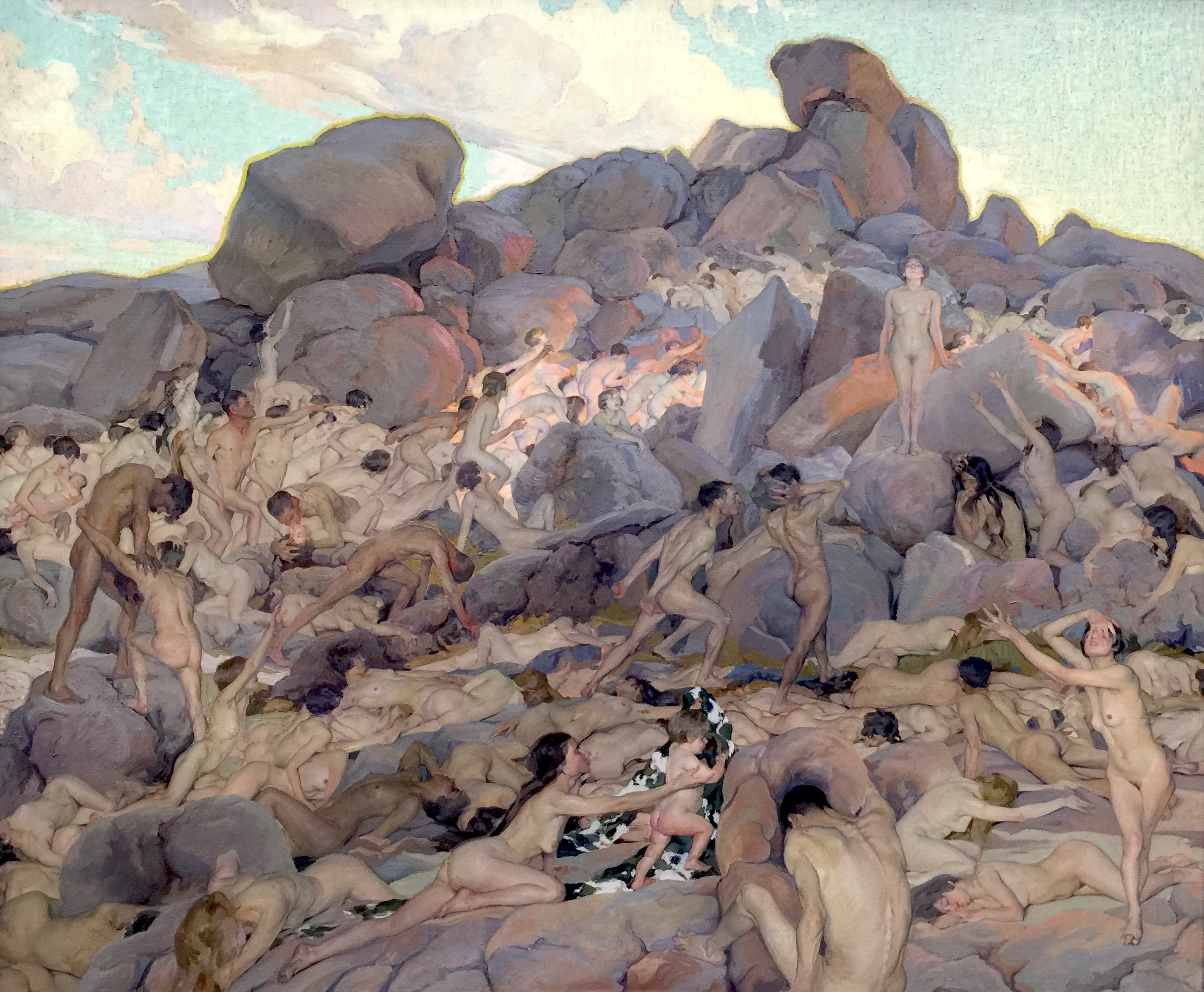
Francisco Pons Arnau

## Sources
- (es) Cet article est partiellement ou en totalité issu de l’article de Wikipédia en espagnol intitulé « Museo de Bellas Artes de Castellón » (voir la liste des auteurs).